# Yana Begum
Yana Begum fue una erudita y noble india del siglo XVII conocida por ser la primera mujer en poner un comentario en el Corán. Su padre era Abdul Rahim Khan-I-Khana, general del emperador Akbar.